# Arnold Grandjean
Arnold Grandjean-Perrenoud-Contesse né le 19 novembre 1890 aux Ponts-de-Martel et mort le 6 avril 1961 à Neuchâtel, est un coureur cycliste suisse.

## Biographie

### Carrière sportive
Arnold Grandjean est le fils aîné de l'horloger Charles Alfred Grandjean Perrenou-Contesse, descendant d'une vieille famille suisse. Il avait 13 frères et sœurs. À 16 ans, il a commencé comme apprenti horloger, à La Sagne, à huit kilomètres de distance et parcourt quatre fois par jour la distance entre le lieu de travail et la maison à 1 000 mètres d'altitude. Il était enthousiasmé par le cyclisme et partageait cela avec ses six jeunes frères Ali, Jules, Paul, Charles, Tell et Ulysse. Une autre source indique qu'il avait travaillé avec ses frères Ali et Jules dans une usine de meubles à Travers.
Grandjean a gagné ses premières courses en 1909. Cette même année, il a été Champion de Suisse de cyclisme sur route amateur. Il devait, selon ses contemporains, participé au Tour de France 1911, mais a chuté au cours de la première étape et a dû abandonner. Il n'est cependant pas enregistré dans les annales . En 1915 et 1916, Il a remporté le titre national de Champion de Suisse de cyclo-cross et en 1916 aussi Championnats de Suisse de course de côte, et il est devenu vice-champion dans la course sur route des professionnels. La même année, il est arrivé 22e au Tour de Lombardie. Il a également remporté de nombreuses courses régionales Berne-Genève , il a été plusieurs fois sur le podium. Il court sa dernière course connue en 1919.

### Carrière d'affaires
En 1911, Arnold Grandjean a ouvert un magasin de vélos, à Fleurier. En 1914, il fonde avec ses frères Ali, Jules, Ulysse et Tell et un autre partenaire, les Etablissements des Cycles Allegro Arnold Grandjean S.A., à Neuchâtel. Allegro construit des vélos et des motos et est considéré comme le premier producteur de vélos de course en Suisse. Le nom Allegro vient des acclamations des fans de Grandjean qui disaient Allez, Gros. Son frère Tell Grandjean s'est lancé dans la course de moto sur moto Allegro, et aussi en tandem avec son épouse. Jules Grandjean en 1923 a créé sa propre entreprise privée.
La société existait indépendamment jusqu'à dans les années 1980. Elle a été vendue au fabricant de vélos Mondia,.

## Palmarès
- 1909
  -  Champion de Suisse sur route amateurs
- 1911
  - 3e de Berne-Genève
- 1915
  -  Champion de Suisse de cyclo-cross
  - 2e de Berne-Genève
- 1916
  -  Champion de Suisse de cyclo-cross
  -  Champion de Suisse de course de côte
  - Berne-Genève
  - 2e du championnat de Suisse sur route
- 1919
  - 3e du GP Aurore